# Anna Sewell

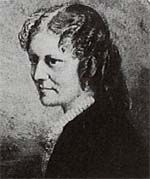
Anna Sewell

Anna Sewell (Great Yarmouth, Norfolk, 30 maart 1820 - Old Catton, Norwich, 25 april 1878) was een Brits schrijfster die bekendheid verwierf met haar enige boek, de klassieker Black Beauty.
Zij werd geboren in een gezin van Quakers. Haar moeder, Mary Wright Sewell (1797 - 1884), was een succesvol schrijfster van jeugdliteratuur. Anna assisteerde haar moeder bij het corrigeren en redigeren van haar werk en raakte zodoende geïnteresseerd in het literaire werk.
Anna Sewell raakte ten gevolge van een val op jeugdige leeftijd ernstig gewond aan haar benen, waardoor zij voor de rest van haar leven zeer moeilijk ter been was. Zij verplaatste zich met behulp van krukken en met een door een paard getrokken koetsje. Dit laatste vergrootte haar betrokkenheid bij het lot van paarden, die destijds niet altijd konden rekenen op een goede behandeling.
Zij schreef haar eerste en enige werk, Black Beauty, tussen 1871 en 1877, in een periode waarin haar gezondheid zeer verslechterde en zij nauwelijks tot zelfstandig schrijven in staat was. Zij dicteerde de tekst aan haar moeder. Het boek verscheen rond kerst 1877 en werd een onmiddellijk succes. Dit laatste kon zij nog meemaken: in april van het daaropvolgende jaar stierf zij. Het werk is nog altijd een bestseller en behoort tot de klassieken van de Engelstalige literatuur.
Anna Sewells geboortehuis is nu een museum.

## Black Beauty
Het verhaal is geschreven in de vorm van een autobiografie. Het vangt aan met het onbezorgde leven van Black Beauty als veulen. Vervolgens beschrijft het de zeer uiteenlopende lotgevallen van het paard, onder andere als trekpaard in Londen. Duidelijk wordt dat paarden onderhevig waren aan allerlei wreedheden, maar ook van tijd tot tijd vriendelijk werden bejegend. Het verhaal kent een gelukkige afloop, al verliest Black Beauty wel zijn lieve vriendin en mooie merrie Ginger en ziet hij haar nooit meer terug.